# Mellow Gold
Albums de Beck
Stereopathetic Soulmanure
(1994) One Foot in the Grave
(1994)
Mellow Gold est le troisième album de Beck sorti en mars 1994, et son premier via un label majeur, à savoir DGC Records (Sonic Youth, Nirvana, Weezer, etc.).

D'un aspect résolument anti-commercial, ce fut pourtant un succès retentissant, vendu à quelque 1,2 million d'exemplaires dans le monde en 2008, et largement supporté par le single Loser.

## Historique
Début 1991, de retour à Los Angeles après une infructueuse tentative de percer sur la scène alternative new-yorkaise, Beck s'installe dans le quartier huppé de Los Feliz, et profite de son temps libre pour s'enregistrer sur cassette et enchaîner les prestations dans les bars locaux. Petit à petit, son univers folk atypique éveille l'attention de labels indépendants, tels que Bong Load Custom Records (Kyuss, Fu Manchu).

En 1992, un de ses dirigeants, Rob Schnapf, entre directement en contact avec Beck et le présente au producteur Carl Stephenson, de Rap-A-Lot Records, alors que le jeune musicien exprime un intérêt grandissant pour le hip-hop. 

Invité à travailler chez Stephenson, Beck compose le titre Loser, définition même de son style éclectique et "parlé", qu'il laisse cependant de côté au profit de compositions plus folk que l'on retrouvera sur son premier effort, Golden Feelings, en 1993.
En mars 1993, Bong Load Records convainquent Beck du potentiel de Loser et en publient 500 exemplaires. Très vite, les stations locales (les universitaires KNDD, KCRW, KXLU, puis la plus renommée KROQ) s'emparent du titre, lui octroyant des passages radios quotidiens, et Beck gagne en popularité, s'attirant les convoitises des majors Warner et Capitol. Rattaché que de manière partielle au label DGC Records (branche de Geffen Records) qu'il vient de signer,, et fermement décidé à conserver son indépendance musicale, il rejoint son ami Calvin Johnson (Beat Happening) dans le nord du pays, à Olympia, pour enregistrer ce qui sera le successeur de Mellow Gold, One Foot in the Grave, et en profite pour publier son deuxième album, Stereopathetic Soulmanure, via le label Flipside, suivi de près par le tant attendu "Mellow Gold", en mars 1994. 

À cette date, Loser est déjà devenu un hit planétaire, le clip associé étant diffusé en boucle sur MTV.
Plus qu'un single à succès, le titre tend à s'ancrer dans le mouvement "slacker" de l'époque, associé à la Génération X; cette jeunesse désabusée qui trouve refuge dans les mouvements alternatifs et la musique grunge. Beck démentira cependant cette étiquette : « Je me trouvais à Olympia, et quelqu'un m'a appelé pour m'annoncer que le clip [de Loser] allait être diffusé en avant-première explique-t-il au magazine Rolling Stone en 1994. Le type à l'antenne baratinait sur ce mouvement de feignants [traduction littérale de "slacker"], prétendant que Loser en était une sorte d'hymne. Et moi de rétorquer "Quoi ?! Éteignez-moi ça ! Feignant mon cul". [...] Je n'ai jamais eu l'occasion de me prélasser, j'ai trimé pour un job payé 4$ de l'heure juste pour survivre. Ce mouvement "slacker", c'est bon pour les gens qui trouvent le temps nécessaire à être déprimés par tout ce qui les entoure ».

## Liste des titres
1. Loser (Beck/Karl Stephenson) – 3:55
2. Pay No Mind (Snoozer) – 3:15
3. Fuckin With My Head (Mountain Dew Rock) – 3:41
4. Whiskeyclone, Hotel City 1997 – 3:28
5. Soul Suckin' Jerk (Beck/Karl Stephenson) – 3:57
6. Truckdrivin' Neighbors Downstairs (Yellow Sweat) – 2:55
7. Sweet Sunshine (Beck/Karl Stephenson) – 4:14
8. Beercan (Beck/Karl Stephenson) – 4:00
9. Steal My Body Home (Snoozer) – 5:34
10. Nitemare Hippy Girl – 2:55
11. Mutherfuker – 2:04
12. Blackhole – 7:33